# Cornelia Kuhnert

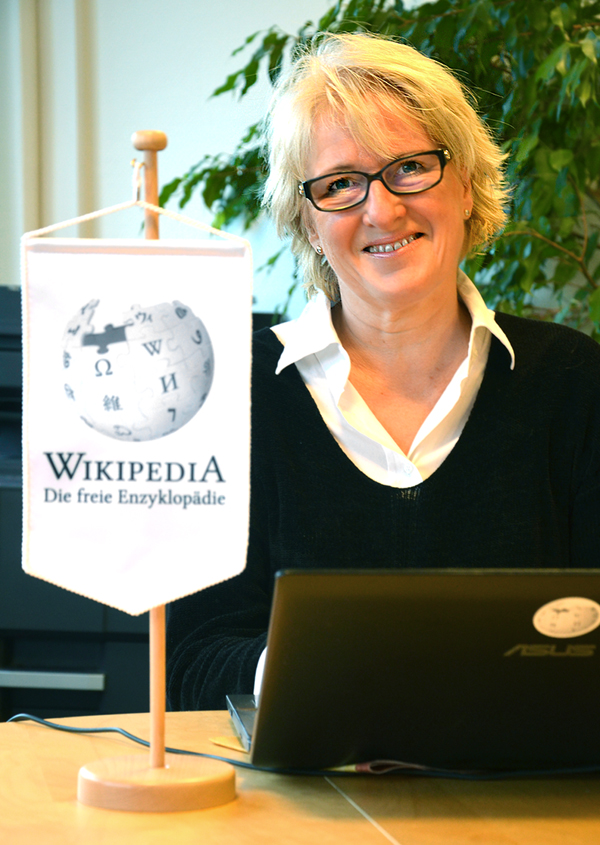
Cornelia Kuhnert

Cornelia Kuhnert (* 1956 in Hannover) ist eine deutsche Lehrerin und Kriminalschriftstellerin, Sachbuchautorin, Herausgeberin und Kommunalpolitikerin. Sie lebt mit ihrer Familie in Isernhagen.

## Leben
Geboren in den frühen Wirtschaftswunderjahren im hannoverschen Stadtteil List, studierte Cornelia Kuhnert in Hannover Deutsch und Geschichte an der Pädagogischen Hochschule und arbeitete anschließend zwölf Jahre als Lehrerin an verschiedenen Schulen in Hannover und Burgdorf. Sechs Jahre war sie zudem ehrenamtliche Fraktionsvorsitzende im Burgdorfer Stadtrat.
Seit dem Jahr 2005 arbeitet sie als freiberufliche Autorin und schrieb insbesondere Kriminalromane und Kriminalgeschichten aus dem niedersächsischen Kleinstadtmilieu sowie Anthologien.
Im August 2011 veröffentlichte Kuhnert ihren von Susanne Mischke herausgegebenen Politkrimi Tödliche Offenbarung, in dem sie mittels eines fiktiven Mordfalls an einem rechtsradikalen „Aufrechten Deutschen“ und Internet-Manipulatoren Bezüge herstellt zu dem in den letzten Tagen der Zeit des Nationalsozialismus tatsächlich erfolgten Massaker von Celle. Über ihr Werk schrieb beispielsweise der Journalist Heinrich Thies in der Hannoverschen Allgemeinen Zeitung:

„Cornelia Kuhnert entwickelt in kurzen, prägnanten Szenen eine spannende Kriminaldramaturgie mit wechselnden Perspektiven, realgeschichtlichen Exkursen, Anspielungen auf aktuelle Vorfälle, knappen, präzisen Milieuschilderungen und viel Lokalkolorit.“

Cornelia Kuhnert arbeitet unter anderem beispielsweise mit dem Historiker und Politologen Richard Birkefeld oder dem Architekten und Fotografen Günter Krüger zusammen.
Die Herausgeberin ist Mitglied der Gruppe Mörderische Schwestern sowie im Syndikat. Einige Jahre organisierte sie zudem das Krimifest Hannover.

## Werke (Auswahl)

### Krimis

#### Einzelwerke
- Frauen sind sanfte Geschöpfe. Von wegen, Isernhagen: Ulber, 2007, ISBN 978-3-939976-01-1 und ISBN 3-939976-01-6, Inhaltstext
- Drei Schwestern und ihre Liebe zum Schnee. Ein Weihnachtskrimi aus Hannover, München: neobooks, ISBN 978-3-8476-0013-8
- Cornelia Kuhnert, Richard Birkefeld (Hrsg.): Niedertracht in Niedersachsen. Kurzkrimis zwischen Ems und Elbe (= Mordlandschaften, Bd. 11), Hillesheim: KBV, 2012, ISBN 978-3-942446-24-2, Inhaltsverzeichnis
- Susanne Mischke, Bodo Dringenberg (Hrsg.): Ein Bier, ein Wein, ein Mord. 7 hannoversche Kneipenkrimis, mit Texten von Richard Birkefeld, Karola Hagemann, Christian Oehlschläger und Egbert Osterwald, Springe: zu Klampen, 2012, ISBN 978-3-86674-178-2
- Cornelia Kuhnert, Richard Birkefeld (Hrsg.): Mörderische Leckerbissen (= dtv, Bd. 21476), mit einem Vorwort von Nele Neuhaus, München: Dt. Taschenbuch-Verlag, 2013, ISBN 978-3-423-21476-6; Inhaltsverzeichnis und Angaben aus der Verlagsmeldung
- Cornelia Kuhnert, Richard Birkefeld: Heide, Harz und Hackebeil. Kurzkrimis zwischen Schafsköddeln und Harzer Roller (= Mordlandschaften, Bd. 14), Hillesheim: KBV, 2013, ISBN 978-3-942446-77-8; Inhaltsverzeichnis
- Cornelia Kuhnert (Hrsg.): Eiskalte Weihnachtsengel: Sabine Thiesler, Zoe Beck, Petra Busch, Tatjana Kruse, Nicola Förg uvm. verkünden tödliche Botschaften, München: E-Books der Verlagsgruppe Random House GmbH, 2013, ISBN 978-3-453-43752-4 (Druckausgabe)

#### Reihe Beckmann und Landeck
- Tod am Hochsitz. Klüngel in hannoverscher Vorstadt, Isernhagen: Ulber, 2006, ISBN 3-9810126-5-8.
- Tanz in den Tod. Kriminalroman, Hrsg.: Susanne Mischke, Springe: zu Klampen, 2009, ISBN 978-3-86674-052-5.
- Tödliche Offenbarung: Kriminalroman, Hrsg.: Susanne Mischke, Springe: zu Klampen, 2011, ISBN 978-3-86674-154-6.

#### Reihe Ostfriesen-Krimi mit Henner, Rudi und Rosa
Krimi-Reihe zusammen mit Christiane Franke
- Krabbenbrot und Seemannstod. Rowohlt-Taschenbuch-Verlag, Reinbek, 2014, ISBN 978-3-49923-745-4.
- Der letzte Heuler. Rowohlt-Taschenbuch-Verlag, Reinbek, 2015, ISBN 978-3-499-26994-3.
- Miss Wattenmeer singt nicht mehr. Rowohlt-Taschenbuch-Verlag, Reinbek, 2016, ISBN 978-3-499-27210-3.
- Mörderjagd mit Inselblick. Rowohlt-Taschenbuch-Verlag, Reinbek, 2017, ISBN 978-3-499-29061-9.
- Muscheln, Mord und Meeresrauschen. Rowohlt-Taschenbuch-Verlag, Reinbek, 2018, ISBN 978-3-499-27358-2.
- Zum Teufel mit den fiesen Friesen. Rowohlt-Taschenbuch-Verlag, Reinbek, 2019, ISBN 978-3-499-27601-9.
- Krabbenkuss mit Schuss. Rowohlt Taschenbuch Verlag, Hamburg, 2020, ISBN 978-3-499-00244-1.
- Wenn Wattwürmer weinen. Rowohlt Taschenbuch Verlag, Hamburg, 2021, ISBN 978-3-499-00543-5.
- Es muss nicht immer Labskaus sein. Rowohlt Taschenbuch Verlag, Hamburg 2022, ISBN 978-3-499-00765-1.
- Tote Lämmer lügen nicht. Rowohlt Taschenbuch Verlag, Hamburg 2023, ISBN 978-3-499-01165-8.
- Faule Fische fängt man nicht. Rowohlt Taschenbuch Verlag, Hamburg 2024, ISBN 978-3-499-01166-5.
- Spröde Sprotten schwimmen schlecht. Rowohlt Taschenbuch Verlag, Hamburg 2025, ISBN 978-3-499-01472-7.

#### Reihe Heißmangelbetreiberin Martha Frisch
Krimi-Reihe zusammen mit Christiane Franke
- Frisch ermittelt: Der Fall Vera Malottke. Rowohlt Taschenbuch Verlag, Hamburg 2022, ISBN 978-3-499-00754-5.
- Frisch ermittelt: Der Fall Kaltwasser. Rowohlt Taschenbuch Verlag, Hamburg 2023, ISBN 978-3-499-00755-2.
- Frisch ermittelt: Der Fall Hartnagel. Rowohlt Taschenbuch Verlag, Hamburg 2024, ISBN 978-3-499-01473-4.

### Sachbücher
- Cornelia Kuhnert (Text), Günter Krüger (Fotos): 111 Orte in Hannover, die man gesehen haben muss, [Köln]: emons, 2013, ISBN 978-3-95451-086-3; Inhaltsverzeichnis (als PDF-Dokument) und Angaben aus der Verlagsmeldung
- Cornelia Kuhnert (Text), Günter Krüger (Fotos): 111 Orte rund um Hannover, die man gesehen haben muss, [Köln]: emons, 2015, ISBN 978-3-95451-707-7 und ISBN 3-95451-707-8; Inhaltsverzeichnis (als PDF-Dokument) und Angaben aus der Verlagsmeldung